# François Bonlieu
François Pierre Philippe Bonlieu (ur. 21 marca 1937 w Juvincourt, zm. 18 sierpnia 1973 w Cannes) – francuski narciarz alpejski, złoty medalista olimpijski oraz trzykrotny medalista mistrzostw świata.

## Kariera
Pierwszy sukces w karierze François Bonlieu osiągnął w 1954 roku, kiedy podczas mistrzostw świata w Åre zdobył srebrny medal w gigancie. W zawodach tych rozdzielił na podium Norwega Steina Eriksena oraz Austriaka Andreasa Molterera. Na tej samej imprezie zajął także szóste miejsce w slalomie. Dwa lata później wystartował na igrzyskach olimpijskich w Cortinie d’Ampezzo, zajmując dziewiąte miejsce w gigancie. Kolejny medal zdobył na mistrzostwach świata w Badgastein w 1958 roku, gdzie był trzeci w gigancie. Wyprzedzili go jedynie dwaj Austriacy: Toni Sailer oraz Josef Rieder. Największy sukces osiągnął jednak na igrzyskach olimpijskich w Innsbrucku w 1964 roku, gdzie zwyciężył w gigancie. Wyprzedził tam Karla Schranza i Josefa Stieglera. Na tych samych igrzyskach zajął piętnaste miejsce w zjeździe, a w slalomie nie awansował do finału.
Ponadto trzykrotnie zwyciężał w zawodach Arlberg-Kandahar: w 1959 roku w Garmisch-Partenkirchen był najlepszy w slalomie, a w 1963 roku w Chamonix zwyciężał w slalomie i kombinacji. Ośmiokrotnie wygrywał także w zawodach Critérium de la première neige w Val d’Isère: w zjeździe w latach 1957 i 1958, kombinacji w latach 1957, 1963 i 1965, gigancie w 1956 roku oraz slalomie w latach 1963 i 1965. Czterokrotnie zdobywał mistrzostwo Francji: w slalomie i kombinacji w 1959 roku oraz w gigancie w latach 1958 i 1959.
Jego siostra Edith Bonlieu oraz szwagier Jean Vuarnet również uprawiali narciarstwo alpejskie.
Bonlieu został zamordowany 18 sierpnia 1973 roku w trakcie bójki na Promenade de la Croisette w Cannes.

## Osiągnięcia

### Igrzyska olimpijskie
| Miejsce | Dzień       | Rok  | Miejscowość       | Konkurencja | Czas biegu | Strata | Zwycięzca        |
| ------- | ----------- | ---- | ----------------- | ----------- | ---------- | ------ | ---------------- |
| 9.      | 29 stycznia | 1956 | Cortina d’Ampezzo | Gigant      | 3:00,1     | +11,7  | Toni Sailer      |
| 11.     | 21 lutego   | 1960 | Squaw Valley      | Gigant      | 1:48,3     | +2,9   | Roger Staub      |
| DSQ     | 24 lutego   | 1960 | Squaw Valley      | Slalom      | 2:08,9     | -      | Ernst Hinterseer |
| 15.     | 31 stycznia | 1964 | Innsbruck         | Zjazd       | 2:18,16    | +3,55  | Egon Zimmermann  |
| 1.      | 2 lutego    | 1964 | Innsbruck         | Gigant      | 1:46,71    | -      | -                |
| DNQ     | 8 lutego    | 1964 | Innsbruck         | Slalom      | 2:11,13    | -      | Josef Stiegler   |

### Mistrzostwa świata
| Miejsce | Dzień       | Rok  | Miejscowość       | Konkurencja | Czas biegu | Strata | Zwycięzca        |
| ------- | ----------- | ---- | ----------------- | ----------- | ---------- | ------ | ---------------- |
| 6.      | 1 marca     | 1954 | Åre               | Slalom      | 2:20,06    | +2,42  | Stein Eriksen    |
| 2.      | 3 marca     | 1954 | Åre               | Gigant      | 1:52,5     | +1,2   | Stein Eriksen    |
| DNF     | 7 marca     | 1954 | Åre               | Zjazd       | 1:59,6     | -      | Christian Pravda |
| 9.      | 29 stycznia | 1956 | Cortina d’Ampezzo | Gigant      | 3:00,1     | +11,7  | Toni Sailer      |
| 3.      | 5 lutego    | 1958 | Badgastein        | Gigant      | 1:48,8     | +5,1   | Toni Sailer      |
| 8.      | 9 lutego    | 1958 | Badgastein        | Zjazd       | 2:28,5     | +5,4   | Toni Sailer      |
| 11.     | 21 lutego   | 1960 | Squaw Valley      | Gigant      | 1:48,3     | +2,9   | Roger Staub      |
| DSQ     | 24 lutego   | 1960 | Squaw Valley      | Slalom      | 2:08,9     | -      | Ernst Hinterseer |
| DNF2    | 12 lutego   | 1962 | Chamonix          | Slalom      | 2:21,67    | -      | Charles Bozon    |
| 15.     | 31 stycznia | 1964 | Innsbruck         | Zjazd       | 2:18,16    | +3,55  | Egon Zimmermann  |
| 1.      | 2 lutego    | 1964 | Innsbruck         | Gigant      | 1:46,71    | -      | -                |
| DNQ     | 8 lutego    | 1964 | Innsbruck         | Slalom      | 2:11,13    | -      | Josef Stiegler   |